# Lupinus archeranus
Lupinus archeranus är en ärtväxtart som beskrevs av Charles Piper Smith. Lupinus archeranus ingår i släktet lupiner, och familjen ärtväxter. Inga underarter finns listade i Catalogue of Life.